# Jean-Paul Van Bellinghen
Jean-Paul Van Bellinghen (* 21. Oktober 1925; † 5. Dezember 1993) war ein belgischer Diplomat.

## Leben
Jean-Paul Van Bellinghen trat 1958 in den diplomatischen Dienst seines Landes ein und wurde Attaché in Kairo. 1960 war er am UN-Hauptquartier und von 1961 bis 1962 in Washington akkreditiert.
Bis 1965 propagierte er mit Jean van den Bosch die Air Union als europäisches Luftfahrtkartell.

„Die Air Union könnte um die Hälfte billiger fliegen und den Fluggästen dennoch an Bord gratis Champagner servieren lassen.“

Ab 2. April 1975 war Van Bellinghen Büroleiter von Außenminister Renaat Van Elslande und erklärte, die belgische Regierung würde bei einem Rüstungsauftrag die Dassault Mirage der General Dynamics F-16 vorziehen, falls die französische Regierung eine Zusage zur Integration in die europäische Luftfahrtindustrie geben würde.
Bis 1990 war er belgischer Botschafter im Vereinigten Königreich.